# Autostrada A88 (Franța)
Autostrada A88 este o autostradă franceză care leagă Falaise de A28 (Sées) de la inaugurarea sa pe 26 august 2010. Aceasta dublează vechiul drum național RN 158 (actualele RD 658 în Calvados și RD 958 în Orne).
Aceasta este concesionată companiei Alicorne (Autoroute de liaison du Calvados et de l'Orne).
Autostrada urmează să fie prelungită în viitor între Falaise și Caen, dacă RN 158 va fi adus la standardele autostradale. Din acest motiv, A88 începe provizoriu la ieșirea 11 Falaise vest (ieșirile 1 până la 10 fiind situate pe RN 158).

## Istoric
Primul tronson al autostrăzii, între A28 (Sées) și Argentan sud, a fost deschis traficului pe 26 noiembrie 2007, urmat de un al doilea tronson de 30 km între Argentan și Falaise, inaugurat pe 27 august 2010.

## Proiect
Drumul rapid Caen - Falaise (gratuit) va deveni A88 doar atunci când modernizarea RN 158 la standarde autostradale va fi finalizată. Aceasta include, în special, crearea unei benzi de substituție pentru vehicule lente între Rocquancourt (RD 41) și La Jalousie, precum și între Cauvicourt și Grainville-Langannerie (RD 658), care vor completa în final RD 658 (de la Soliers la La Hoguette). De asemenea, proiectul prevede amenajarea unei benzi de urgență între La Jalousie și Rocquancourt.
Lucrările sunt realizate de D.I.R. Nord-Ouest:
- Caen - Falaise prin RN 158: lucrări de aducere la standardele autostradale.
- Devierea Falaise: amenajarea a patru benzi pe o parte din RD 658A (care revine la statutul de RN 158 și va deveni ulterior A88) și construcția unui al doilea viaduct care traversează valea râului Ante; deschis pe 16 octombrie 2007.
- RN 814 - Rocquancourt: modernizare la standarde autostradale (martie 2008).
- În iunie 2009, un segment la nivelul Rocquancourt a fost deschis între viitoarea A88 și devierea RD 562. Acesta reprezintă o parte din viitoarea centură sudică a orașului * * Caen: pe 14 aprilie 2008, care va lega în viitor autostrăzile A13 și A84 prin A88.
- Din iunie 2012, la Falaise, traseul agricol denumit RD 658A este în funcțiune între RD 6 și RD 511.
- Din 6 noiembrie 2012, calea de substituție este operațională între RD 229 și RD 89. Profilul transversal include o carosabilă de 7 metri și două benzi multifuncționale de 1,50 m fiecare.

## Traseu
| De la RN814 până la ieșirea 11: secțiune gratuită, neconcesionată, având statut de drum expres (RN158), gestionată de D.I.R. Nord-Ouest. | |              |
| Intersecție | Nod rutier între RN814 și RN158: Rennes, Cherbourg-Octeville, Caen; Paris, Mondeville, Caen-Spitalul Universitar, Spitalul Regional, Terminalul de feriboturi. | RN814        |
| RN158 | |              |
| 1 - Centre commercial | Zone deservite: Centre commercial, Z.A. Rocade Sud (nod rutier parțial).                                                                                       |              |
| | Zonă de servicii (sens Caen > Alençon). |              |
| 2 - Ifs | Orașe deservite: Ifs, Zones d'activités. |              |
| 3 - Hubert-Folie | Orașe deservite: Soliers, Bourguébus, Saint-André-sur-Orne, Saint-Martin-de-Fontenay.                                                                          |              |
| D562 | Orașe deservite: Laval, Flers, Condé-sur-Noireau, Thury-Harcourt, Fontenay-le-Marmion (nod rutier parțial).                                                    |              |
| 4 - Lorguichon | Orașe deservite: Garcelles-Secqueville, Fontenay-le-Marmion, Rocquancourt.                                                                                     |              |
| 5 - La Jalousie | Orașe deservite: Bretteville-sur-Laize, Cintheaux, Saint-Sylvain, Saint-Aignan-de-Cramesnil.                                                                   |              |
| 6 - Cauvicourt | Orașe deservite: Saint-Sylvain, Urville, Gouvix, Cauvicourt, Cintheaux.                                                                                        |              |
| 7 - Grainville-Langannerie | Orașe deservite: Ussy, Grainville-Langannerie, Estrées-la-Campagne (nod rutier parțial).                                                                       |              |
| 7 - Grainville-Langannerie | Orașe deservite: Grainville-Langannerie, Estrées-la-Campagne (nod rutier parțial).                                                                             |              |
| 8 - Potigny | Orașe deservite: Potigny, Soumont-Saint-Quentin. |              |
| | Limitare la 110 km/h (sens Alençon > Caen). |              |
| 9 - Bons-Tassilly | Orașe deservite: Bons-Tassilly, Soulangy, Épaney, Saint-Pierre-Canivet.                                                                                        |              |
| | Zonă de odihnă: Soulangy (dans chaque sens). |              |
| 10 - Falaise nord | Orașe deservite: Lisieux, Saint-Pierre-sur-Dives, Thury-Harcourt, Aubigny.                                                                                     |              |
| | Viaductul Ante. |              |
| 11 - Falaise ouest | Orașe deservite: Flers, Condé-sur-Noireau, Falaise, Falaise-sud.                                                                                               | RD511 RD658A |
| RN158 | |              |
| De la ieșirea 11 la ieșirea 11.1: secțiune gratuită concesionată companiei Alicorne.                                                     | |              |
| A88 | |              |
| 11.1 - Falaise sud | Orașe deservite: Alençon, Argentan (nod rutier parțial). | RD658        |
| De la ieșirea 11.1 la ieșirea 13: secțiune cu taxă de trecere, în sistem deschis, concesionată companiei Alicorne.                       | |              |
| | Trecerea din departamentul Calvados în departamentul Orne. |              |
| 12 - Nécy | Oraș deservit: Nécy. | RD658        |
| | Punctul de taxare Rônai. |              |
| | Viaductul Orne. |              |
| 13 - Argentan ouest | Orașe deservite: Dreux, Flers, La Ferté Macé, Écouché, Argentan.                                                                                               | RD924        |
| | Zonă de servicii: Pays d'Argentan (în ambele sensuri). |              |
| De la ieșirea 13 la ieșirea 15: secțiune gratuită concesionată companiei Alicorne.                                                       | |              |
| 14 - Argentan sud | Oraș deservit: Argentan (nod rutier parțial). | RD658        |
| 15 - Mortrée | Oraș deservit: Mortrée. |              |
| De la ieșirea 15 la ieșirea 16: secțiune cu taxă de trecere, în sistem deschis, concesionată companiei Alicorne.                         | |              |
| | Podul Prairie d'O. |              |
| 16 - Sées | Orașe deservite: Mortagne-au-Perche, Sées. | RD438        |
| | Zonă de odihnă: Sées (în ambele sensuri). |              |
| De la ieșirea 16 la A28: secțiune cu taxă de trecere, în sistem închis, concesionată companiei Alis.                                     | |              |
| | Punctul de taxare Sées. |              |
| Intersecție | Nod rutier între A28 și A88: Le Mans, Alençon, Rouen. | A28 E402     |
| A88 | |              |